# 大张遗址 (霍州)
大张遗址，位于山西省临汾市霍州市大张镇大张村，是一处山西省文物保护单位。
2021年8月4日，大张遗址公布为山西省文物保护单位，编号6-19，古遗址类，年代为新石器时代、东周、汉。